# 英格玛·莱曼
英格玛·莱曼（1946年12月4日—）是一位德国数学家和作家，柏林洪堡大學教师。

## 代表作
- 《圆周率：持续数千年的数学探索》（π: A Biography of the World's Most Mysterious Number）2004年，与阿尔弗雷德·S·波萨门蒂合著
- 《斐波那契数列：定义自然法则的数学》（The (Fabulous) Fibonacci Numbers）2007年，与阿尔弗雷德·S·波萨门蒂合著
- 《数学的惊奇：意想不到的图形和数字》（Mathematical Amazements and Surprises: Fascinating Figures and Noteworthy Numbers）2009年，与阿尔弗雷德·S·波萨门蒂合著，由赫伯特·豪普特曼作后记
- 《三角形的秘密》（The Secrets of Triangles: A Mathematical Journey）2012年，与阿尔弗雷德·S·波萨门蒂合著
- 《黄金分割：自然与艺术中的美丽结构》（The Glorious Golden Ratio）2012年，与阿尔弗雷德·S·波萨门蒂合著
- 《精彩的数学错误》（Magnificent Mistakes in Mathematics）2013年，与阿尔弗雷德·S·波萨门蒂合著
- 《数学可以这样有趣》（Mathematical Curiosities. A Treasure Trove of Unexpected Entertainments）2014年，与阿尔弗雷德·S·波萨门蒂合著